# ال سالوادور، شیلی
ال سالوادور، شیلی (به اسپانیایی: El Salvador, Chile) یک منطقهٔ مسکونی در شیلی است که در دیه‌گو د آلماگرو واقع شده‌است.